# Rangelo Janga
Rangelo Maria Janga (Rotterdam, 16 aprile 1992) è un calciatore olandese, attaccante dell'Eindhoven.

## Statistiche

### Cronologia presenze e reti in nazionale
| Cronologia completa delle presenze e delle reti in nazionale ― Curaçao | Cronologia completa delle presenze e delle reti in nazionale ― Curaçao | Cronologia completa delle presenze e delle reti in nazionale ― Curaçao | Cronologia completa delle presenze e delle reti in nazionale ― Curaçao | Cronologia completa delle presenze e delle reti in nazionale ― Curaçao | Cronologia completa delle presenze e delle reti in nazionale ― Curaçao | Cronologia completa delle presenze e delle reti in nazionale ― Curaçao | Cronologia completa delle presenze e delle reti in nazionale ― Curaçao |
| Data                                                                   | Città                                                                  | In casa                                                                | Risultato                                                              | Ospiti                                                                 | Competizione                                                           | Reti                                                                   | Note                                                                   |
| ---------------------------------------------------------------------- | ---------------------------------------------------------------------- | ---------------------------------------------------------------------- | ---------------------------------------------------------------------- | ---------------------------------------------------------------------- | ---------------------------------------------------------------------- | ---------------------------------------------------------------------- | ---------------------------------------------------------------------- |
| 24-3-2016                                                              | Cave Hill                                                              | Barbados                                                               | 1 – 0                                                                  | Curaçao                                                                | Qualificazioni alla Coppa dei Caraibi 2017                             | -                                                                      | 64’                                                                    |
| 6-10-2016                                                              | Willemstad                                                             | Curaçao                                                                | 3 – 0                                                                  | Antigua e Barbuda                                                      | Qualificazioni alla Coppa dei Caraibi 2017                             | 1                                                                      | 88’                                                                    |
| 12-10-2016                                                             | Bayamón                                                                | Porto Rico                                                             | 2 – 4 dts                                                              | Curaçao                                                                | Qualificazioni alla Coppa dei Caraibi 2017                             | 1                                                                      | 75’                                                                    |
| 22-3-2017                                                              | Willemstad                                                             | Curaçao                                                                | 1 – 1                                                                  | El Salvador                                                            | Amichevole                                                             | -                                                                      | 62’                                                                    |
| 13-6-2017                                                              | Montreal                                                               | Canada                                                                 | 2 – 1                                                                  | Curaçao                                                                | Amichevole                                                             | 1                                                                      | 45’                                                                    |
| 23-6-2017                                                              | Fort-de-France                                                         | Curaçao                                                                | 2 – 1                                                                  | Martinica                                                              | Coppa dei Caraibi 2017 - Semifinale                                    | 1                                                                      | 89’                                                                    |
| 26-6-2017                                                              | Fort-de-France                                                         | Giamaica                                                               | 1 – 2                                                                  | Curaçao                                                                | Coppa dei Caraibi 2017 - Finale                                        | -                                                                      | 82’                                                                    |
| 10-7-2017                                                              | San Diego                                                              | Curaçao                                                                | 0 – 2                                                                  | Giamaica                                                               | Gold Cup 2017 - 1º turno                                               | -                                                                      |                                                                        |
| 14-7-2017                                                              | Denver                                                                 | El Salvador                                                            | 2 – 0                                                                  | Curaçao                                                                | Gold Cup 2017 - 1º turno                                               | -                                                                      |                                                                        |
| 17-7-2017                                                              | San Antonio                                                            | Curaçao                                                                | 0 – 2                                                                  | Messico                                                                | Gold Cup 2017 - 1º turno                                               | -                                                                      | 90’                                                                    |
| 10-10-2017                                                             | Doha                                                                   | Qatar                                                                  | 1 – 2                                                                  | Curaçao                                                                | Amichevole                                                             | -                                                                      | 74’                                                                    |
| 11-9-2018                                                              | Willemstad                                                             | Curaçao                                                                | 10 – 0                                                                 | Grenada                                                                | CONCACAF Nations League 2019-2020 - Qualificazioni                     | 3                                                                      |                                                                        |
| 12-10-2018                                                             | Bradenton                                                              | Isole Vergini Americane                                                | 0 – 5                                                                  | Curaçao                                                                | CONCACAF Nations League 2019-2020 - Qualificazioni                     | 1                                                                      |                                                                        |
| 20-11-2018                                                             | Willemstad                                                             | Curaçao                                                                | 6 – 0                                                                  | Guadalupa                                                              | CONCACAF Nations League 2019-2020 - Qualificazioni                     | 2                                                                      |                                                                        |
| 23-3-2019                                                              | North Sound                                                            | Antigua e Barbuda                                                      | 2 – 1                                                                  | Curaçao                                                                | CONCACAF Nations League 2019-2020 - Qualificazioni                     | -                                                                      |                                                                        |
| 8-9-2019                                                               | Willemstad                                                             | Curaçao                                                                | 1 – 0                                                                  | Haiti                                                                  | CONCACAF Nations League 2019-2020 - 1º turno                           | -                                                                      | 86’                                                                    |
| 11-9-2019                                                              | Port-au-Prince                                                         | Haiti                                                                  | 1 – 1                                                                  | Curaçao                                                                | CONCACAF Nations League 2019-2020 - 1º turno                           | -                                                                      |                                                                        |
| 14-10-2019                                                             | Alajuela                                                               | Costa Rica                                                             | 0 – 0                                                                  | Curaçao                                                                | CONCACAF Nations League 2019-2020 - 1º turno                           | -                                                                      |                                                                        |
| 15-11-2019                                                             | Willemstad                                                             | Curaçao                                                                | 1 – 2                                                                  | Costa Rica                                                             | CONCACAF Nations League 2019-2020 - 1º turno                           | 1                                                                      |                                                                        |
| 25-3-2021                                                              | Willemstad                                                             | Curaçao                                                                | 5 – 0                                                                  | Saint Vincent e Grenadine                                              | Qual. Mondiali 2022                                                    | -                                                                      | 61’                                                                    |
| 9-6-2021                                                               | Willemstad                                                             | Curaçao                                                                | 0 – 0                                                                  | Guatemala                                                              | Qual. Mondiali 2022                                                    | -                                                                      | 72’                                                                    |
| 13-6-2021                                                              | Panama                                                                 | Panama                                                                 | 2 – 1                                                                  | Curaçao                                                                | Qual. Mondiali 2022                                                    | 1                                                                      |                                                                        |
| 16-6-2021                                                              | Willemstad                                                             | Curaçao                                                                | 0 – 0                                                                  | Panama                                                                 | Qual. Mondiali 2022                                                    | -                                                                      | 64’                                                                    |
| 6-10-2021                                                              | Manama                                                                 | Bahrein                                                                | 4 – 0                                                                  | Curaçao                                                                | Amichevole                                                             | -                                                                      | 63’                                                                    |
| 9-10-2021                                                              | Manama                                                                 | Curaçao                                                                | 1 – 2                                                                  | Nuova Zelanda                                                          | Amichevole                                                             | 1                                                                      |                                                                        |
| 4-6-2022                                                               | Willemstad                                                             | Curaçao                                                                | 0 – 1                                                                  | Honduras                                                               | CONCACAF Nations League 2022-2023 - 1º turno                           | -                                                                      | 58’                                                                    |
| 7-6-2022                                                               | San Pedro Sula                                                         | Honduras                                                               | 1 – 2                                                                  | Curaçao                                                                | CONCACAF Nations League 2022-2023 - 1º turno                           | -                                                                      | 70’                                                                    |
| 10-6-2022                                                              | Vancouver                                                              | Canada                                                                 | 4 – 0                                                                  | Curaçao                                                                | CONCACAF Nations League 2022-2023 - 1º turno                           | -                                                                      | 71’                                                                    |
| 24-9-2022                                                              | Bandung                                                                | Indonesia                                                              | 3 – 2                                                                  | Curaçao                                                                | Amichevole                                                             | 1                                                                      |                                                                        |
| 27-9-2022                                                              | Bandung                                                                | Indonesia                                                              | 2 – 1                                                                  | Curaçao                                                                | Amichevole                                                             | -                                                                      | 77’                                                                    |
| 26-3-2023                                                              | Willemstad                                                             | Curaçao                                                                | 0 – 2                                                                  | Canada                                                                 | CONCACAF Nations League 2022-2023 - 1º turno                           | -                                                                      | 84’                                                                    |
| 29-3-2023                                                              | Santiago del Estero                                                    | Argentina                                                              | 7 – 0                                                                  | Curaçao                                                                | Amichevole                                                             | -                                                                      | 58’                                                                    |
| 13-6-2023                                                              | Fort Lauderdale                                                        | Curaçao                                                                | 0 – 0                                                                  | Porto Rico                                                             | Amichevole                                                             | -                                                                      | 45’                                                                    |
| 17-6-2023                                                              | Fort Lauderdale                                                        | Curaçao                                                                | 1 – 1 (3 - 4 dtr)                                                      | Saint Kitts e Nevis                                                    | Qual. Gold Cup 2023                                                    | -                                                                      |                                                                        |
| 13-10-2023                                                             | Willemstad                                                             | Curaçao                                                                | 1 – 2                                                                  | Panama                                                                 | CONCACAF Nations League 2023-2024 - 1º turno                           | 1                                                                      |                                                                        |
| 19-3-2025                                                              | Belek                                                                  | Curaçao                                                                | 0 – 2                                                                  | Kazakistan                                                             | Amichevole                                                             | -                                                                      | Ingresso                                                               |
| Totale                                                                 |                                                                        | Presenze                                                               | 36                                                                     |                                                                        | Reti                                                                   | 15                                                                     |                                                                        |

## Palmarès

### Club

#### Competizioni nazionali
- Campionato kazako: 2

Astana: 2018, 2019
- Supercoppa del Kazakistan: 1

Astana: 2019
- Campionato cipriota: 1

Apollōn Limassol: 2021-2022
- Supercoppa di Cipro: 1

Apollōn Limassol: 2022

### Nazionale
- Coppa dei Caraibi: 1

2017